# Dariusz Piwowarczyk
Dariusz Piwowarczyk (ur. 1971) – polski historyk, mediewista, autor publikacji na temat heraldyki i historii.
Absolwent XXII Liceum Ogólnokształcącego im. Jose Marti w Warszawie. Absolwent Wydziału Historycznego UW. Członek Polskiego Towarzystwa Heraldycznego. Od 1999 współpracownik miesięcznika „Mówią Wieki”.
W 1998 uhonorowany Nagrodą im. Adama Heymowskiego za monografię Obyczaj rycerski w Polsce późnośredniowiecznej.

## Ważniejsze publikacje
- Obyczaj rycerski w Polsce późnośredniowiecznej (XIV-XV wiek), Wydawnictwo DiG, Warszawa 1998, s. 276, ISBN 83-7181-039-3.
- Poczet rycerzy polskich XIV i XV wieku, Bellona Dom Wydawniczy, Warszawa 2004
- Normanowie i Bizancjum w XI stuleciu, Bellona Dom Wydawniczy, Warszawa, 2006
- Słynni rycerze Europy. Rycerze Chrystusa, Wydawnictwo Iskry, Warszawa 2007
- Słynni rycerze Europy. Rycerze w służbie dam i dworu, Wydawnictwo Iskry, Warszawa 2009